# Nikola Životić
Nikola Životić (* 26. ledna 1996) je rakouský fotbalista srbského původu, aktuálně (k roku 2025) bez klubu. Jeho posledním působištěm byl ASK Ebreichsdorf. Je bývalým mládežnickým reprezentantem Rakouska.

## Klubová kariéra
Začal kariéru v SV Vienna, v roce 2004–2006 hrál za akademii Rapidu Vídeň. Od roku 2006 do roku 2015 hrál za akademii Austrie Vídeň. V srpnu 2012 debutoval za B-tým proti SC Retz.
V sezóně 2016/17 přestoupil do SCR Altach. Debutoval ve druhém zápase sezony proti Rapidu Vídeň.
V červenci 2017 byl poslán na hostování do SC Wiener Neustadt. Po skončení hostování ukončil smlouvu s SCR Altach a přestoupil do SV Lafnitz. V sezóně 2019/20 hrál za ASK Ebreichsdorf.